# Южнокитайская лесная мышь
Южнокитайская лесная мышь (лат. Apodemus draco) — азиатский вид мышей, входит в род Apodemus семейства мышиные (Muridae). Широко распространён на юге и юго-востоке Китайской Народной Республики вплоть до Мьянмы и северной Индии.

## Внешний вид и строение
Длина тела с головой от 8,7 до 10,6 см, длина хвоста от 8,0 до 10,2 см. Длина задней лапы от 20 до 23 миллиметров; длина уха — от 15 до 17 миллиметров. Мех на спинной стороне тела бледно-красновато-коричневый, к бокам становится немного более светлого желтовато-коричневого цвета. Брюшная сторона серовато-белая, сильно контрастирует с мехом на спине, но нечетко отграничена от него. Хвост примерно такой же длины, что и остальное тело, темно-коричневый сверху и более светлый снизу. Уши чёрно-коричневые, значительно темнее головы и плеч. У самок четыре пары сосков.
Длина черепа от 24 до 28 миллиметров. Имеет очень четко выраженные гребни над глазницами, которые, однако, лишь слегка доходят до теменных костей.

## Распространение
Южнокитайская лесная мышь широко распространена на юге и юго-востоке Китайской Народной Республики вплоть до Мьянмы и северной Индии. В Китае встречается от восточного Тибета и провинции Юньнань на северо-востоке до Хэбэя.

## Образ жизни
Южнокитайская лесная мышь обитает преимущественно в лесных местообитаниях на высоте до 3000 метров. Самцы контролируют территорию от 4000 до 5000 м², самки в среднем от 2200 до 2600 м².

## Систематика
Южнокитайская лесная мышь входит в род лесных и полевых мышей (Apodemus), который насчитывает 20 видов и распространен на значительной территории Европы и Азии. Первое научное описание вида было сделано в 1900 году Джеральдом Барретт-Гамильтоном, который описал вид на основе особей из региона Куатун на северо-западе китайской провинции Фуцзянь.
Смит и Ян Се (2009) различают два подвида для местонахождений в Китае: номинативная форма Apodemus draco draco, живущая в восточной части ареала, и Apodemus draco orestes в западной части ареала. Последний в некоторых работах также рассматривается как самостоятельный вид.

## Угрозы и охрана
Вид внесён в список вызывающих наименьшее беспокойство Международным союзом охраны природы и природных ресурсов (МСОП). Это связано с многочисленными популяциями и частой и регулярной встречаемостью в пределах ареала, а также отсутствием угроз существованию вида.